# Agaue (Amazone)
Agaue (altgriechisch Ἀγαύη Agaúē, deutsch ‚die Verehrungswürdige‘) ist eine Amazone der griechischen Mythologie.
Ihr Name ist nur in der Amazonenliste des Hyginus Mythographus überliefert. Neben ihr werden die Amazonen Okyale, Dioxippe, Iphinome, Xanthe, Hippothoe, Otrere, Antioche, Laomache, Glauke, Theseis, Hippolyte, Klymene, Polydora und Penthesilea aufgelistet.